# Gregor Luthe
Gregor Luthe (* 19. Oktober 1970 in Epe) ist ein deutscher Chemiker, Toxikologe, Nanotechnologe, Erfinder und Unternehmer.

## Leben und Werk
Gregor Luthe wurde als einziger Sohn von Ewald Luthe und Käthe Luthe, geb. Böcker, geboren. Sein Vater war Maurer und später Hafner, seine Mutter arbeitete als Spinnerin. 1986 begann er mit dem Abitur am Missionsgymnasium St. Antonius in Bardel bei Bad Bentheim.
Von 1990 bis 1995 studierte er Chemie, Biologie und Physik an der Universität Münster, wo er sich auf fluorierte Analoga der polyzyklischen aromatischen Kohlenwasserstoffverbindungen (PAKs) spezialisierte. Sein Studium schloss er mit dem Diplom ab. Im Jahr 2002 promovierte er an der Freien Universität Amsterdam. Ab 1996 war er auch als Dozent für die Saxion University of Applied Sciences in Enschede tätig. Als Marie-Curie-Stipendiat des Europarates ging Luthe 2002 nach Trondheim (Norwegen), wo er an der NTNU forschte, sowie in der freien Wirtschaft als Technischer Direktor und Teilhaber des Unternehmens Chiron tätig war. 2005 ging er als Feodor-Lynen-Stipendiat der Alexander von Humboldt-Stiftung zum Studium der Toxikologie nach Berkeley und an die University of Iowa in den USA, an welcher er bis heute als Gastprofessor Doktoranden betreut.
Nach wenigen Monaten als Dozent an der Universität von Hawaii in Hilo ging er zurück nach Europa, wo er in den Niederlanden eine weitere Position als Dozent an der Saxion University of Applied Sciences in Enschede annahm. Von 2007 bis 2008 arbeitete Luthe zudem als Dozent an der Jacobs University Bremen. 2010 gründete Gregor Luthe die Firma Wind plus Sonne GmbH.
Am 1. Februar 2012 wurde Gregor Luthe von der Saxion zum Leiter des neuen Lehrstuhls Nanotechnology (NanoBioInterface) berufen. Der Lehrstuhl befasst sich mit der Entwicklung und Anwendung von Techniken zur Herstellung von NanoBio-Schnittstellen, die wesentlich für medizinische, biologische, toxikologische und chemische Anwendungen sind, z. B. Lab-on-a-Chip-Geräte.
Er untersuchte die Toxikologie von PCB und PBDE.
Mitte Januar 2014 organisierte Luthe mit Hilfe der „Alumni Nanotechnology Saxion“ (A.N.S), der Saxion University of Applied Sciences, den Instituten MESA+ (Institut für Nanotechnologie, Universität Twente) und CeNTech (Universität Münster) unter der Schirmherrschaft der Euregio in Enschede die Euregional Conference of Applied Nanotechnology (ECAN 2014).
2014 gründete Gregor Luthe mit einem ehemaligen Studenten die Firma Smart Material Printing B.V., die sich mit dem Erstellen von Materialien für die 3D-Drucktechnologie und antibakteriellen Oberflächen befasst.
Im September 2014 war Gregor Luthe am Start der Kooperation zwischen der Universität Twente und der Saxion University of Applied Sciences beteiligt, die nicht nur die gemeinsame Forschung im Bereich Nanotechnologie, sondern auch das erste niederländische Masterstudium für Nanotechnologie vorantreiben soll.
2014 gründete Gregor Luthe mit Silke Schäfers die Firma Nanobay – NB GmbH. Im Februar 2015 verließ Gregor Luthe seinen Lehrstuhl für Nanotechnologie bei der Saxion in Enschede, um sich auf die Leitung seiner Firmen zu konzentrieren.

## Auszeichnungen und Mitgliedschaften
- 2002: Marie Curie Stipendium des Europarates[2]
- 2005: Feodor Lynen-Forschungsstipendium der Alexander von Humboldt-Stiftung[3]
- 2007: Auslandstutor der Gesellschaft Deutscher Chemiker für die Niederlande[12]
- 2013: Gewählt von der niederländischen Zeitschrift ScienceGuide unter die 15 inspirierendsten Professoren der Niederlande[13][14]

## Schriften (Auswahl)
- 1995: Fluorierte Analoga der polyzyklischen aromatischen Kohlenwasserstoffverbindungen als Interne Standards in der Hochdruckflüssigkeitschromatographie,[1] Diplomarbeit an der Universität Münster
- 2002: Metabolism of 1-fluoropyrene and pyrene in marine flatfish and terrestrial isopods (Environmental Toxicology and Pharmacology, Volume 12, Issue 4, November 2002, S. 221–229, doi:10.1016/S1382-6689(02)00093-5)
- 2003: Monofluorinated PAHs: Standards for Environmental Analysis and Mechanistic Studies, Dissertation an der Frije Universiteit Amsterdam
- 2005: Characterization of monofluorinated polycyclic aromatic compounds by 1H, 13C and 19F NMR spectroscopy. In: Magnetic Resonance in Chemistry, Volume 43, Issue 7, 2005, S. 588–594. doi:10.1002/mrc.1584
- 2006: Synthesis of fluorinated polybrominated diphenyl ethers (F-PBDEs) as internal standards for environmental analysis. doi:10.1016/j.chemosphere.2005.12.010
- 2006: Monofluorinated Analogues of Polybrominated Diphenyl Ethers as Analytical Standards:  Synthesis, NMR, and GC-MS Characterization and Molecular Orbital Studies. In: Environ. Sci. Technol., 2006, 40 (9), S. 3023–3029. doi:10.1021/es052410z
- 2007: Influence of fluoro-substitution on the planarity of 4-chlorobiphenyl (PCB 3). In: Acta Crystallographica, Section B, Volume 63, Issue 2, 2007, S. 319–327. doi:10.1107/S0108768106054255
- 2008: Effects of fluoro substitution on 4-bromodiphenyl ether (PBDE 3). In: Acta Crystallographica Section B, Volume 64, Issue 1, 2008, S. 108–119. doi:10.1107/S0108768107067079
- 2008: Xenobiotic Geometry and Media pH Determine Cytotoxicity through Solubility. In: Chem. Res. Toxicol., 2008, 21 (5), S. 1017–1027. doi:10.1021/tx700214p
- 2008: The three-dimensional structure of 3,3′,4,4′-tetrachlorobiphenyl, a dioxin-like polychlorinated biphenyl (PCB) (Chemosphere, Volume 70, Issue 9, February 2008, S. 1694–1698, doi:10.1016/j.chemosphere.2007.07.017)
- 2008: Receptor interactions by polybrominated diphenyl ethers versus polychlorinated biphenyls: A theoretical structure–activity (Environmental Toxicology and Pharmacology, Volume 25, Issue 2, March 2008, S. 202–210, doi:10.1016/j.etap.2007.10.017)
- 2009: Toxicology, Oxidation of 4-Chlorobiphenyl Metabolites to Electrophilic Species by Prostaglandin H Synthase. In: Chem. Res. Toxicol., 2009, 22 (1), S. 64–71. doi:10.1021/tx800300t
- 2009: Toxicology, Innovative Application of Fluoro Tagging To Trace Airborne Particulate and Gas-Phase Polybrominated Diphenyl Ether Exposures. In: Chem. Res. Toxicol., 2009, 22 (1), S. 179–186. doi:10.1021/tx8003032
- 2009: Monofluorinated analogues of polychlorinated biphenyls (F-PCBs): Synthesis using the Suzuki-coupling, characterization, specific properties and intended use (Chemosphere, Volume 77, Issue 9, November 2009, S. 1242–1248, doi:10.1016/j.chemosphere.2006.02.029)
- 2010: Acute toxicity of 3,3′,4,4′,5-pentachlorobiphenyl (PCB 126) in male Sprague–Dawley rats: Effects on hepatic oxidative stress, glutathione and metals status (Environment International, Volume 36, Issue 8, November 2010, S. 918–923, doi:10.1016/j.envint.2009.11.002)
- 2010: Observation of an unusual electronically distorted semiquinone radical of PCB metabolites in the active site of prostaglandin H synthase-2. (Chemosphere, Volume 81, Issue 11, December 2010, S. 1501–1508)
- 2014 Toxicity assessment of air-delivered particle-bound polybrominated diphenyl ethers (Toxicology, Volume 317, 20 March 2014, S. 31–39)
- 2015 Mechanistic insights into the specificity of human cytosolic sulfotransferase 2A1 (hSULT2A1) for hydroxylated polychlorinated biphenyls through the use of fluoro-tagged probes. In: Environmental Science and Pollution Research, Volume 23, February 2016, Issue 3, S. 2119–2127. doi:10.1007/s11356-015-4886-8
- 2015 PAMAM dendrimers as nano carriers to investigate inflammatory responses induced by pulmonary exposure of PCB metabolites in Sprague-Dawley rats. In: Environmental Science and Pollution Research, Volume 23, February 2016, Issue 3, S. 2128–2137. doi:10.1007/s11356-015-5022-5
- 2016 Mit O. Wangpradit u. a.: Breaking the dogma: PCB-derived semiquinone free radicals do not form covalent adducts with DNA, GSH, and amino acids. In:  Environmental Science and Pollution Research, Volume 23, February 2016, Issue 3, S. 2138–2147. doi:10.1007/s11356-015-5007-4

## Trivia
Als westdeutscher Jugendlicher reiste Gregor Luthe zwei Wochen vor dem Mauerfall in die DDR. Den 9. November 1989 erlebte Luthe im Stasi-Verhör. Von den Ereignissen dieses Tages erfuhr er erst am Tag seiner Freilassung, dem folgenden Morgen.

## Belege
1. 1 2  Former Diploma and Master Students :: Current Group-Alumni. In: uni-muenster.de. Uni Münster, Research Group of Prof. Dr. Jan Andersson, abgerufen am 23. August 2015 (englisch).
2. 1 2  Introduction of Gregor Luthe (presentation). Archiviert vom Original am 31. Oktober 2016; abgerufen am 31. Oktober 2016 (englisch).
3. 1 2  Humboldt Netzwerk, Abfrage-Details: Dr. Gregor Luthe. Alexander von Humboldt-Stiftung/Foundation, abgerufen am 17. August 2015.
4. ↑  Biography Gregor Luthe / Kurzlebenslauf Gregor Luthe. Saxion University of Applied Sciences, archiviert vom Original am 3. August 2014; abgerufen am 15. November 2016 (englisch).
5. ↑  Stefan Werding: Professor Gregor Luthe: Lieber Gronau als Berkeley. In: Westfälische Nachrichten. 20. September 2016, abgerufen am 21. März 2018.
6. ↑  Portret: Gregor Luthe en Paul Borm – Twee ondernemende nanotechnologen over het beter benutten van kennis en kunde / Portrait: Gregor Luthe und Paul Borm – Zwei unternehmungslustige Nanotechnologen über den besseren Einsatz von Erkenntnis und Wissenschaft. (pdf) In: Thematische Impuls, HTSM. SIA, Stichting Innovatie Alliantie, Februar 2013, S. 30–35, archiviert vom Original (nicht mehr online verfügbar) am 21. März 2018; abgerufen am 21. März 2018 (niederländisch).
7. ↑  Gregor Luthe. The University of Iowa, abgerufen am 10. August 2015 (englisch).
8. ↑  Eerste nano-lectoraat in Nederland. ScienceGuide.nl, 10. Februar 2012, abgerufen am 10. August 2015 (niederländisch).
9. ↑  Martin Brock: Konferenz in Enschede: Auf dem Weg ins Nanozeitalter. Westfälische Nachrichten, 15. Januar 2014, abgerufen am 20. Oktober 2016.
10. ↑  Saxion and University of Twente join forces in nano research. University of Twente, 19. September 2014, archiviert vom Original (nicht mehr online verfügbar) am 31. Oktober 2016; abgerufen am 20. Oktober 2016 (englisch).
11. ↑  Vertrek lector Gregor Luthe. Saxion University of Applied Sciences, 16. Februar 2015, archiviert vom Original (nicht mehr online verfügbar) am 31. Oktober 2016; abgerufen am 18. Oktober 2016 (niederländisch).
12. ↑  Auslandstutoren. Gesellschaft Deutscher Chemiker e.V., abgerufen am 17. August 2015.
13. ↑  Gregor Luthe: meest inspirerende docent van Nederland. Saxion University of Applied Sciences, 5. März 2013, archiviert vom Original am 25. August 2017; abgerufen am 15. November 2016 (niederländisch).
14. ↑  „Einfach mal probieren“ Dr. Gregor Luthe wird von den Studenten an der Saxion-Hochschule für seine offene Art geschätzt. Westfälische Nachrichten, 27. Mai 2013, abgerufen am 31. Oktober 2016.
15. ↑  Gregor Luthe: Alles war kopflos. ScienceGuide.nl, abgerufen am 23. August 2015 (niederländisch).

| Personendaten    | Personendaten                                                            |
| ---------------- | ------------------------------------------------------------------------ |
| NAME             | Luthe, Gregor                                                            |
| KURZBESCHREIBUNG | deutscher Chemiker, Toxikologe, Nanotechnologe, Erfinder und Unternehmer |
| GEBURTSDATUM     | 19. Oktober 1970                                                         |
| GEBURTSORT       | Epe                                                                      |